# Juan Mujica
Juan Martín Mujica Ferreira (22 de dezembro de 1943 — 11 de fevereiro de 2016) foi um futebolista e treinador uruguaio que atuava como defensor.
Está no seleto grupo de pessoas que conquistaram a Copa Libertadores da América como jogador e também como treinador.

## Carreira

### Clubes
Como jogador, Mujica venceu a Copa América de 1967 e jogou a Copa do Mundo de 1970 com a Seleção Uruguaia. Com o Nacional, ele ganhou a Copa Libertadores de 1971 e foi campeão mundial na Copa Intercontinental de 1971.

### Seleção
Ele jogou na Seleção Uruguaia em 22 ocasiões, marcando dois gols, um deles na Copa do Mundo de 1970.[carece de fontes?]

### Técnico
Como técnico, ele também venceu a Libertadores da América de 1980 e a Copa Intercontinental de 1980 com o Nacional.

### Morte
Juan Mujica faleceu em 11 de fevereiro de 2016, aos 72 anos, em Montevidéu.

## Títulos

### Como Jogador
Nacional
- Primera División de Uruguay: 1966, 1969, 1970 e 1971
- Copa Libertadores de 1971
- Copa Intercontinental de 1971

Seleção Uruguaia
- Campeonato Sul-Americano de Futebol de 1967

### Como Treinador
Nacional
- Primera División de Uruguay: 1980
- Copa Libertadores de 1980
- Copa Intercontinental de 1980

 Alianza
- Campeonato Salvadorenho: 2004